# Lovisa Samuelsson
Hanna Lovisa Samuelsson, född 3 mars 1985, är en svensk musiker och singer/songwriterartist från Västerbodarna utanför Alingsås. 
Lovisa Samuelsson utbildade sig 2008–2011 på Högskolan för scen och musik vid Göteborgs universitet, 2011–2012 på Instituto Superior de Arte i Havanna i Kuba samt från 2013 på Musikhögskolan i Stockholm med en magisterexamen i musikterapi 2016.
Hon är medgrundare till det artistdrivna skivmärket driver Pacaya records. Hennes debutalbum Main Magma Chamberutgavs  2014.
Lovisa Samuelsson tilldelades 2009 Ted Gärdestadstipendiet.

## Diskografi
- 2007 – Oslo, 2007 (EP)
- 2014 – Main Magma Chamber, Pacaya records
- 2020 – Stad/Dis, Pacaya records